# Єгипет на літніх Олімпійських іграх 2008
Єгипет брав участь у Літніх Олімпійських іграх 2008 року у Пекіні (Китай) у двадцять перший раз за свою історію, і завоював одну бронзову медаль.

## Бронза
- Дзюдо, чоловіки — Хешам Месба.